# كتاب الكنوز
كتاب الكنوز (يُسمى أحيانا كتاب اللؤلؤ الخفي) كان كتابا غامضا من القرون الوسطى العربية في مخطوطة من القرن الخامس عشر، يفترض أنه دليل للبحث عن كنز والذي تم ذكر الواحة به. المؤلف غير معروف وكذلك تاريخ المخطوطة الدقيق، ولكن من المؤكد أنه ظهر لأول مرة في القرن الخامس عشر.

## المحتوى
كتاب الكنوز هو مجموعة من الخرافات الصوفية و قوائم أكثر من أربعمائة موقع في مصر يحمل كنزا خفيا. كما أن تفاصيل العديد من التعاويذ والطلاسم اللازمة لدرء الأرواح الشريرة المفترض أنها تحرس الكنوز. ومع ذلك، تشتهر المخطوطة بذكرها لواحة الزرزورة والتي توصف بكونها مدينة بيضاء مليئة بالكنوز بها ملك وملكة نائمين والذين تم تهديدهما بواسطة العملاقة السود أنهما سيهاجمان واحات مصر. الدليل يرشد الباحث عن الكنز إلى أخذ مفتاح المدينة من فم الطائر المنحوت على الجدار فوق البوابات وأخذ ثروات الملك والملكة دون الاقتراب منهما.

## الروابط الخارجية
- Zerzura-Pisces Press
- Searching for Zerzura: Postcards from the Western Desert of Egypt, by Dana Smillie